# Parafia św. Barnaby Apostoła w Warszawie
Parafia Świętego Barnaby Apostoła w Warszawie – parafia rzymskokatolicka należąca do dekanatu praskiego, diecezji warszawsko-praskiej, metropolii warszawskiej Kościoła katolickiego, w Warszawie. Obsługiwana przez księży diecezjalnych.

## Historia
30 maja 1996 roku bp Kazimierz Romaniuk poświęcił plac pod budowę kościoła i powołał ośrodek duszpasterski, a do jego organizowania został wyznaczony były wikariusz Parafii Najczystszego Serca Najświętszej Marii Panny w Warszawie (Grochowie). 

### Kaplica
Od 23 września do 23 grudnia została zbudowana drewniana kaplica, którą 21 stycznia 1997 roku pobłogosławił bp Stanisław Kędziora. 11 czerwca 1997 roku bp Kazimierz Romaniuk erygował parafię pw. Świętego Barnaby w Warszawie (Zaciszu), a jej pierwszym proboszczem został ks. Dariusz Dębiński. Parafia została utworzona z wydzielonego terytorium parafii pw. Świętej Rodziny. Na plebanii zamieszkały także siostry ze Zgromadzenia Sióstr Matki Bożej Miłosierdzia. 17 września 1999 roku poświęcono pierwszy dzwon dla kościoła. W latach 2000 i 2001 kaplica była dwukrotnie rozbudowywana, z powodu zwiększonej liczby wiernych.

### Kościół parafialny
W 1998 roku rozpoczęto prace nad projektem budowy nowego kościoła, wg projektu architektonicznego autorstwa mgr. inż. Adama Jareckiego, oraz konstrukcyjnego  mgr. inż. Tadeusza Koranowicza. W sierpniu 1999 roku wylano fundamenty pod budowę kościoła, a 21 września 2002 roku dokonano wmurowania kamienia węgielnego. Do 2008 roku zbudowano mury kościoła, ale nowy proboszcz odkrył, że prowadzono wszystkie prace bez pozwolenia budowlanego i w latach 2008-2009 budowa była wstrzymana. Po zaktualizowaniu i zmianach w projekcie, prace kontynuowano. W latach 2011–2012 prowadzono prace żelbetowo-murowe, a w 2012 roku zbudowano dach na kościele.
Kościół jest obecnie (2021) w stanie surowym zamkniętym, a nabożeństwa odbywają się w kaplicy.

## Proboszczowie parafii
1997–2008. ks. Dariusz Dębiński
2008–2009. ks. Bogdan Lewiński
2009–2017. ks. Mirosław Gawryś
2017– nadal ks. Paweł Rogowski
Parafia należy do dekanatu praskiego w diecezji warszawsko-praskiej.